# Prosseno di Beozia
Prosseno di Beozia (Tebe, metà V secolo a.C. – Ctesifonte, 401 a.C.) è stato un mercenario greco antico.

## Biografia
Sofista allievo di Gorgia di Leontini, nel 401 a.C. fu tra i diecimila mercenari greci che si misero al servizio di Ciro il Giovane, intenzionato a conquistare il trono persiano, sperando così di ottenere gloria e ricchezze e operando sempre correttamente ed onestamente; fu catturato dopo la battaglia di Cunassa e giustiziato.
Senofonte nell’Anabasi lo descrive come un generale privo di polso, che spesso non si faceva rispettare, limitandosi a lodare i meritevoli senza rimproverare chi gli disobbediva.